# Boophis madagascariensis
A Boophis madagascariensis a kétéltűek (Amphibia) osztályába, a békák (Anura) rendjébe és az aranybékafélék (Mantellidae) családjába tartozó faj.

## Előfordulása

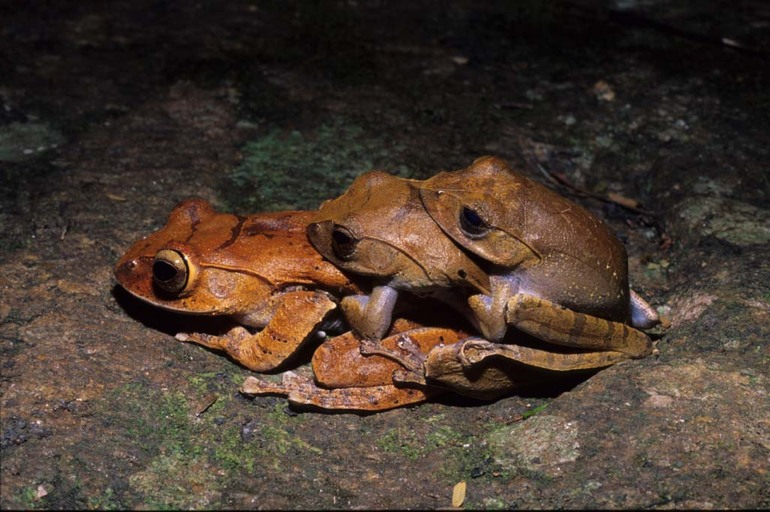

A faj Madagaszkár endemikus faja. Az Amber Mountain Nemzeti Parkban és az Ambohitantely Természetvédelmi Területen honos a tengerszinttől 1700 m-es magasságig.

## Megjelenése
A hímek hossza 60–80 mm, bár egyes példányok még ennél nagyobbra is megnőhetnek. Hátának színe a bézstől a vörösesbarnáig terjed, végtagjain sötétbarna sávokkal. A hímeknek csak egy hanghólyagja van.